# Freedom and Roam Uganda
Freedom and Roam Uganda (FARUG) ist eine ugandische LGBT-Organisation, die sich insbesondere für eine Verbesserung der Situation von lesbischen und bisexuellen Frauen, Transgender und Intersex-Personen (LBTI) im Lande einsetzt. Der Name Freedom and Roam bedeutet zu Deutsch etwa „Freiheit und Freizügigkeit“ und spielt auf das Ziel an, sich offen und frei und gleichberechtigt in der Gesellschaft bewegen zu können. Sitz von FARUG ist in Kampala.

## Entwicklung der Organisation
Gegründet wurde FARUG im Jahr 2003 von der lesbischen ugandischen Menschenrechtsaktivistin Kasha Jacqueline Nabagesera mit einigen anderen lesbischen Frauen. Sie leitete FARUG seit der Gründung bis zum Juni 2013 und nimmt eine führende Rolle in der ugandischen LGBT-Bürgerrechtsbewegung ein. Für ihren unbeirrten Kampf wurde sie im Jahr 2011 mit dem angesehenen Menschenrechtspreis Martin Ennals Award for Human Rights Defenders ausgezeichnet und wurde im September 2013 mit dem zehnten Internationalen Nürnberger Menschenrechtspreis geehrt.
Einer Veröffentlichung des FARUG-Blogs zufolge trat Kasha Jacqueline Nabagesera zum 1. Juli 2013 von der Leitungsposition der Organisation zurück, die demnach seither von Junic Wambya ausgefüllt wird.

## Aktivitäten
Die Arbeit von FARUG beinhaltete auch den Kampf gegen den Gesetzentwurf zur Verschärfung der Gesetzgebung gegen Homosexualität, der 2009 erstmals ins ugandische Parlament eingebracht wurde und 2011 nach erneuter Beratung im Parlament scheiterte. FARUG setzte sich hierzu auf nationaler, internationaler und regionaler Ebene ein und ging Partnerschaften mit feministischen, Frauen- und Menschenrechts- sowie Gesundheits- und Geberorganisationen ein.
Einer auch von NBC aufgegriffenen Meldung des Guardian vom Februar 2012 zufolge wurde eine von FARUG organisierte Konferenz für LGBT-Rechte mit etwa 30 Delegierten in einem Hotel in Entebbe durch den Minister der ugandischen Regierung Simon Lokodo persönlich in Begleitung von einem Polizeiaufgebot gestoppt. Der teilnehmenden Mitorganisatorin Kasha Jacqueline Nabagesera drohte die Verhaftung und sie sah sich gezwungen aus dem Hotel zu flüchten. Der Generalsekretär von Amnesty International Salil Shetty kritisierte daraufhin das Verhalten der ugandischen Regierung scharf.

## Unterstützung
Gefördert wird FARUG seit 2012 von der in Deutschland ansässigen Hirschfeld-Eddy-Stiftung. Im Jahr 2011 startete FARUG Berichten der Stiftung zufolge die „Hate No More Campaign“ gegen homophobe Gewalt und Gesetzgebung in Uganda. Zusammen mit dem LSVD Berlin-Brandenburg wurde im März 2012 eine lesbische Aktivistin von FARUG zu einem Vortrag über ihre Arbeit und die Situation von Lesben in Uganda nach Berlin eingeladen. 
Innerhalb der LGBT-Community in Deutschland kam es 2012 zu einem Spendenaufruf und zu einer Medienaktion zugunsten von FARUG. Durch die T-Shirt-Aktion von L-Mag wurden der Zeitschrift zufolge 1500 Euro an Spendengeldern eingenommen, die im Februar 2013 der Hirschfeld-Eddy-Stiftung übergeben wurden.